# Atacul de la Shayrat din 2017

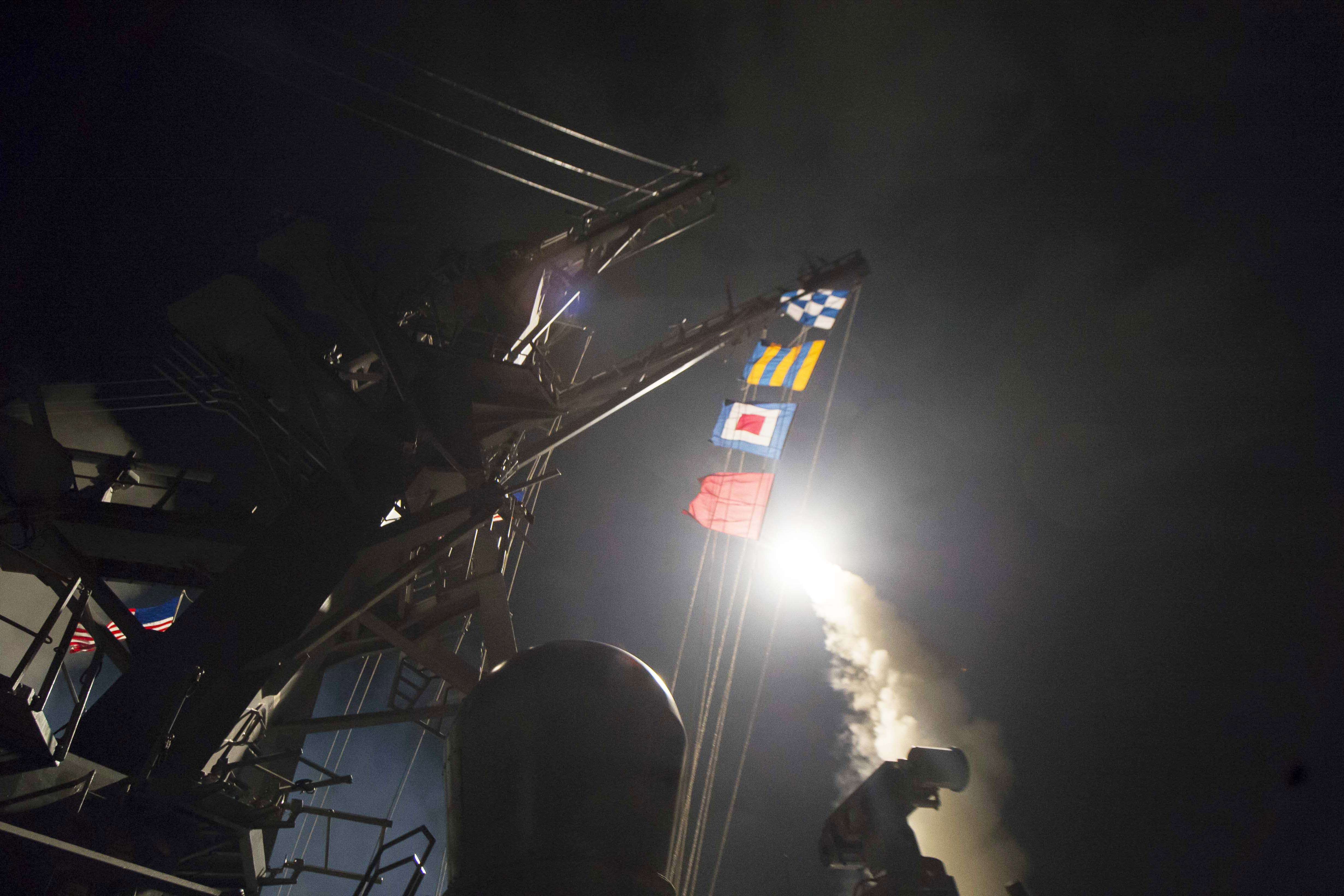
Rachetă Tomahawk lansată de pe USS Ross în timpul atacului

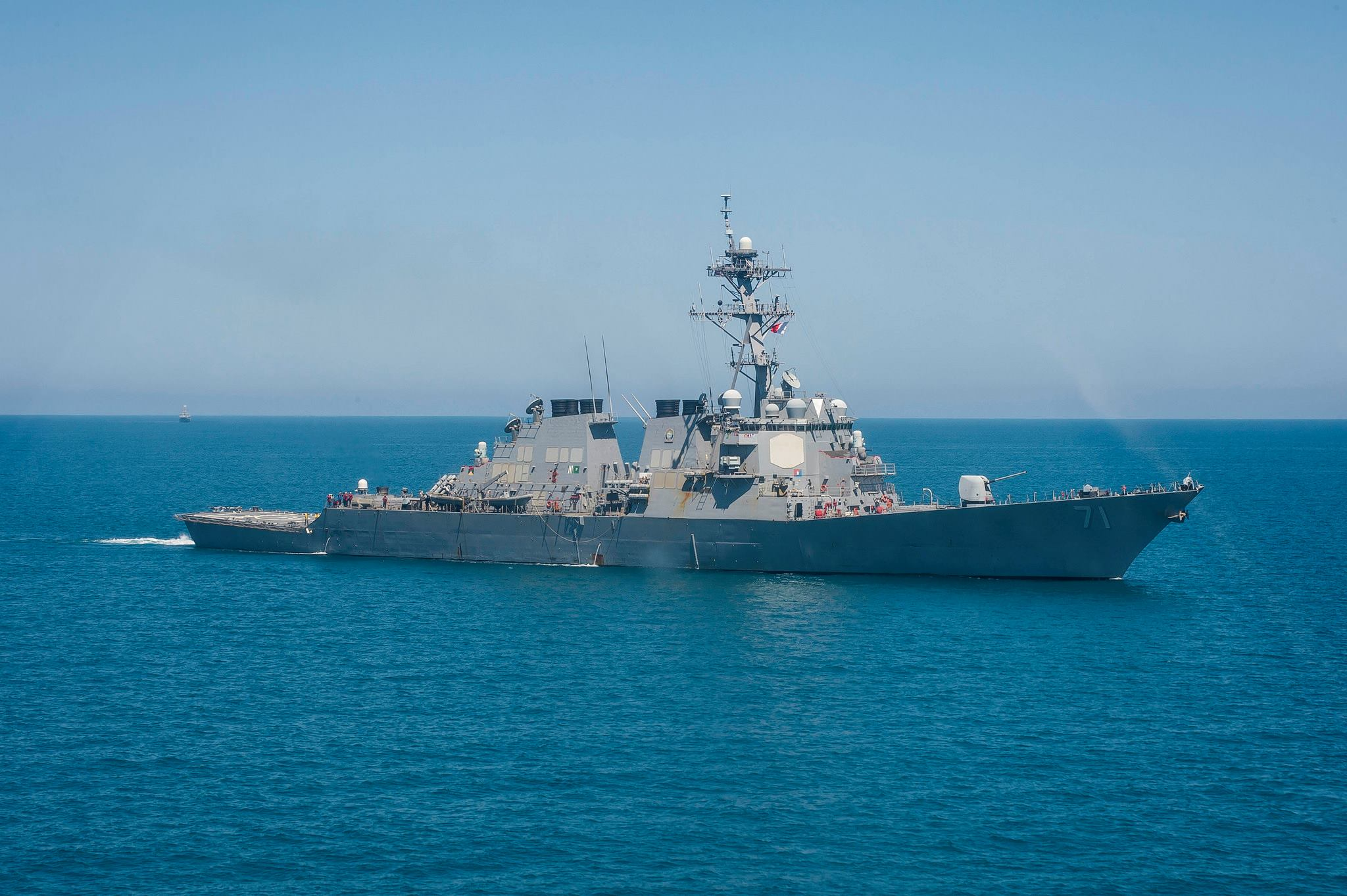
USS Ross (DDG-71)

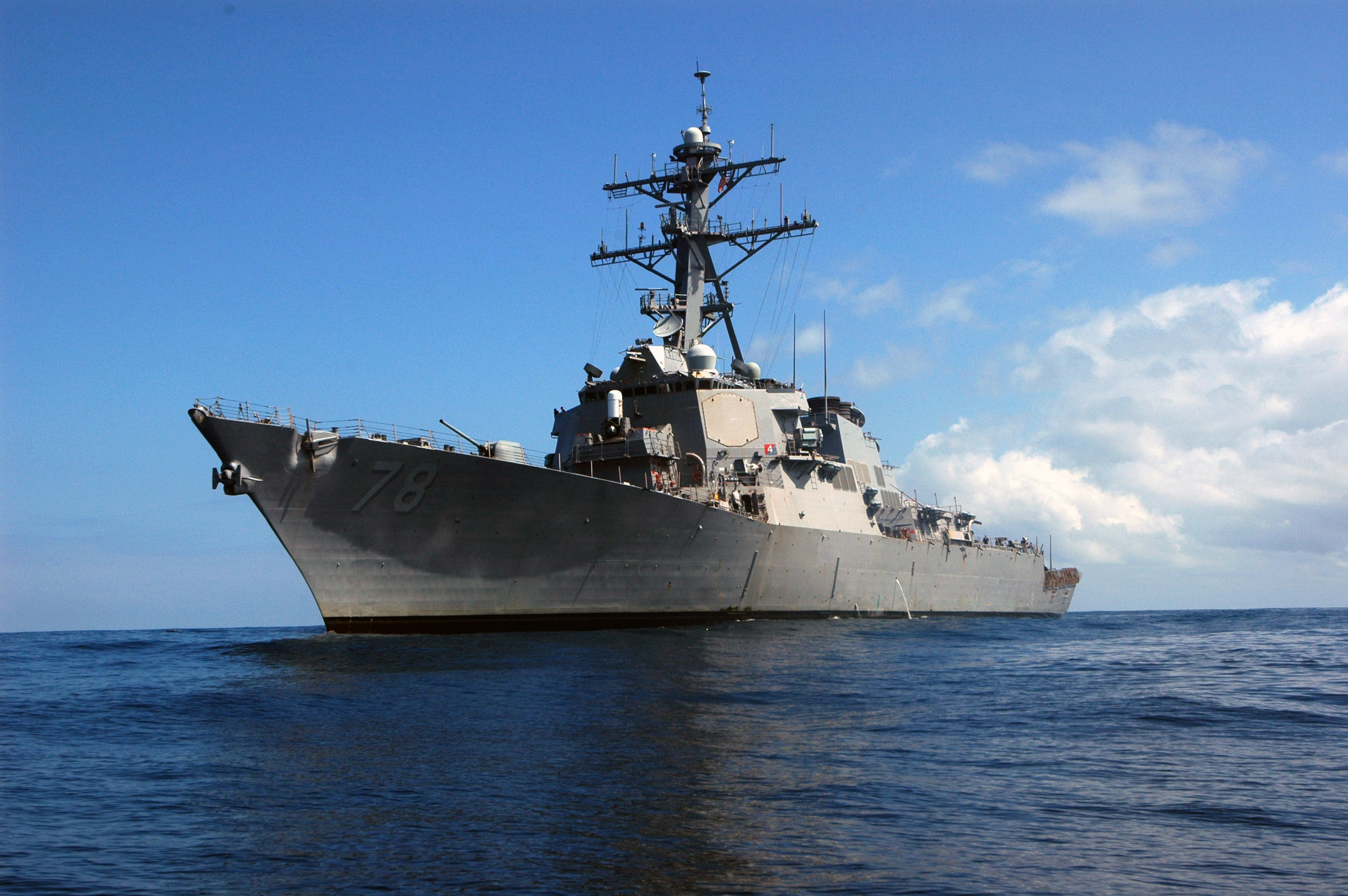
USS Porter (DDG-78)

Statele Unite ale Americii au lansat 59 de rachete de croazieră Tomahawk în Siria, lovind baza aeriană Shayrat în dimineața zilei de 7 aprilie 2017 în timpul Războiului Civil Sirian. S-a raportat că atacul a fost comandat de către președintele american Donald Trump ca un răspuns direct la atacul chimic de la Khan Shaykhun care avut loc la 4 aprilie 2017, atac care ar fi fost lansat de armata siriană. Atacul de la Shayrat din 2017 este  primul atac intenționat al armatei Statelor Unite asupra forțelor guvernului sirian în timpul războiului civil.
Rachetele au fost lansate de pe două nave de război ale Marinei americane din Marea Mediterană, USS Ross și  USS Porter, în jurul orei 20:40 EDT (04:40 ora locală).  Cu câteva ore înainte de atac, Statele Unite ale Americii au anunțat mai multe țări printre care Australia, Franța și Rusia. 
Guvernatorul din Homs Talal al-Barazi a precizat că atacul s-a soldat cu 5 morți (printre care și un ofițer) și 7 răniți. Baza aeriană  Shayrat a fost devastată de un puternic incendiu provocat de atac. Nouă avioane siriene au fost distruse în acest atac.

## Reacții internaționale
- Rusia - Purtătorul de cuvânt al președintelui Vladimir Putin, Dmitry Peskov, a descris atacul ca un act de „agresiune împotriva unui stat suveran”.[9]
- Turcia, Marea Britanie și Australia susțin și sprijină decizia americană de a lansa un atac militar asupra unei baze militare din Siria.[10]